# 大橋恵
大橋 恵（おおはし めぐみ、1975年3月2日 - ）は、日本の作曲家、編曲家。広島県呉市出身。

## 人物
東京音楽大学作曲科芸術音楽コース卒業、同大学院修了。在学中、作曲を池辺晋一郎に師事。派手なバンドサウンドからピアノサウンドまでといった発想が大胆な楽曲が特徴であり、劇伴、編曲、CMなど、幅広い分野で活躍している。音楽グループ『Project.R』のメンバーの一人。過去には同じフェイス音楽出版所属の作曲家佐橋俊彦のアシスタントを務めており、佐橋の作品内で「アシスタントコンポーザー」としてクレジットされていることがある。ポッドキャスト番組製作「JQ WAVES」のスタッフとしてクレジットされている。

## 作風
- ダイナミックな楽曲を得意としており、女性であるからより男らしい楽曲が書けると自負している[3]。
- 佐橋は大橋の譜面は丁寧に書いてあると評しており、大橋がアシスタントを務めていた時代に佐橋は影響を受けて譜面を綺麗に書くようになったと述べている[3]。

## 主な参加作品

### 劇伴
- 爆竜戦隊アバレンジャー（「羽田健太郎 with Healty Wings」名義）（2003年）
- 機動戦士ガンダム MS IGLOO（2004年）
- うた∽かた（2004年）
- トランスフォーマー ギャラクシーフォース（2005年）
- ザ・サード〜蒼い瞳の少女〜（2006年）
- 機動戦士ガンダムSEED C.E.73 STARGAZER （2006年）
- BLUE DRAGON（植松伸夫と共同）（2007年）
- 炎神戦隊ゴーオンジャー（2008年）
- クプ〜!!まめゴマ!（2009年）
- 夢色パティシエール（2009年）
- オオカミさんと七人の仲間たち（2010年）[4]
- 特命戦隊ゴーバスターズ（2012年）
- 獣電戦隊キョウリュウジャーVSゴーバスターズ 恐竜大決戦! さらば永遠の友よ（佐橋俊彦との連名）（2014年）
- ドラゴンコレクション（2014年）
- 炎神戦隊ゴーオンジャー 10 YEARS GRANDPRIX（2018年）
- 蒼焔の艦隊（佐橋俊彦・ガブリエル・ロベルトとの連名）（2019年）
- 私の百合はお仕事です!（2023年）
- 異世界の沙汰は社畜次第（2026年）[5]

### 編曲
- 『あいぞめ～二籠』／savage genius（編曲）
- 『仮面ライダーアギトソングコレクション』収録の「The Usual Suspects」／坂井紀雄（作、編曲）
- 『幻想水滸伝ソングコレクション』（編曲）
- 『HARMONY』（avex企画、編曲）
- 『炎神戦隊ゴーオンジャー』より「炎神合体!エンジンオー」／石原慎一（作、編曲）
- 『特命戦隊ゴーバスターズ』より「バスターマシン、発進せよ!」／山形ユキオ（作、編曲）